# Hårda gommen
Hårda gommen (latin: palatum durum) är den struktur som utgör de främre två tredjedelarna av munhålans tak. Hårda gommen bildar även näshålornas golv.
Hårda gommen består av ben (delar av överkäksbenen (os maxilla, processus palatinus) och gombenet (os palatinum pars horizontalis)) vilket täcks av munslemhinna. Det faktum att hårda gommen främst utgörs av ben skiljer denna från mjuka gommen vilken främst består av muskulatur. 
Om de två överkäksbenen ej fuserar korrekt innan födelsen uppstår gomspalt.